# Carlos M. Paz Cordero
Carlos Mario Paz y Cordero (* 1930) ist ein ehemaliger mexikanischer Botschafter in Nicaragua und Kolumbien.
Dr. Carlos Mario Paz y Cordero wurde 1955 Vizekonsul in Haiti.
Von 1965 bis 1967 war Carlos Mario Paz y Cordero mexikanischer Generalkonsul in Paris.
1967 übergab Carlos Mario Paz y Cordero 175.000 Einheiten eines Impfstoffes gegen Poliomyelitis an die Regierung in Managua.
| Vorgänger                 | Amt                                                                  | Nachfolger                      |
| ------------------------- | -------------------------------------------------------------------- | ------------------------------- |
| Francisco Apodaca y Osuna | mexikanischer Botschafter in Managua 15. März 1967 bis 9. April 1969 | Celestino Herrera Frimont       |
| Celestino Herrera Frimont | mexikanischer Botschafter in Bogotá 9. April 1969 bis 9. April 1971  | Víctor Manuel Barceló Rodríguez |